# Milan Hladnik
Milan Hladnik [mílan hladník], slovenski matematik in pedagog, *Idrija, 7. julij 1950.
Hladnik je leta 1985 doktoriral na Univerzi v Ljubljani pri Matjažu Omladiču.
Je predavatelj na FMF, Oddelku za biologijo Biotehniške fakultete in Naravoslovno-tehniški fakulteti. Bil je predsednik Društva matematikov, fizikov in astronomov Slovenije (DMFA). Od leta 2012 je častni član DMFA.